# クレゾールレッド
クレゾールレッド（Cresol Red、o-Cresolsulfonephthalein）は、トリフェニルメタン系染料の一つで、しばしば水族館や植物園におけるpH調査に用いられる。
クレゾールレッドは、制限消化やポリメラーゼ連鎖反応（PCR）を妨害しないので反応液中に加えられ、次の段階のアガロースゲル電気泳動やポリアクリルアミドゲル電気泳動へのローディング色素として利用される。　
アガロースゲル電気泳動とポリアクリルアミドゲル電気泳動の泳動中はカラーマーカーとしても利用され、濃度1%のアガロースゲルにおいてDNA分子サイズ約125塩基対に対応する。（緩衝剤と他成分の濃度に依存する）。この目的にはブロモフェノールブルーとキシレンシアノールも使われる。